# Temistocle Guerrazzi

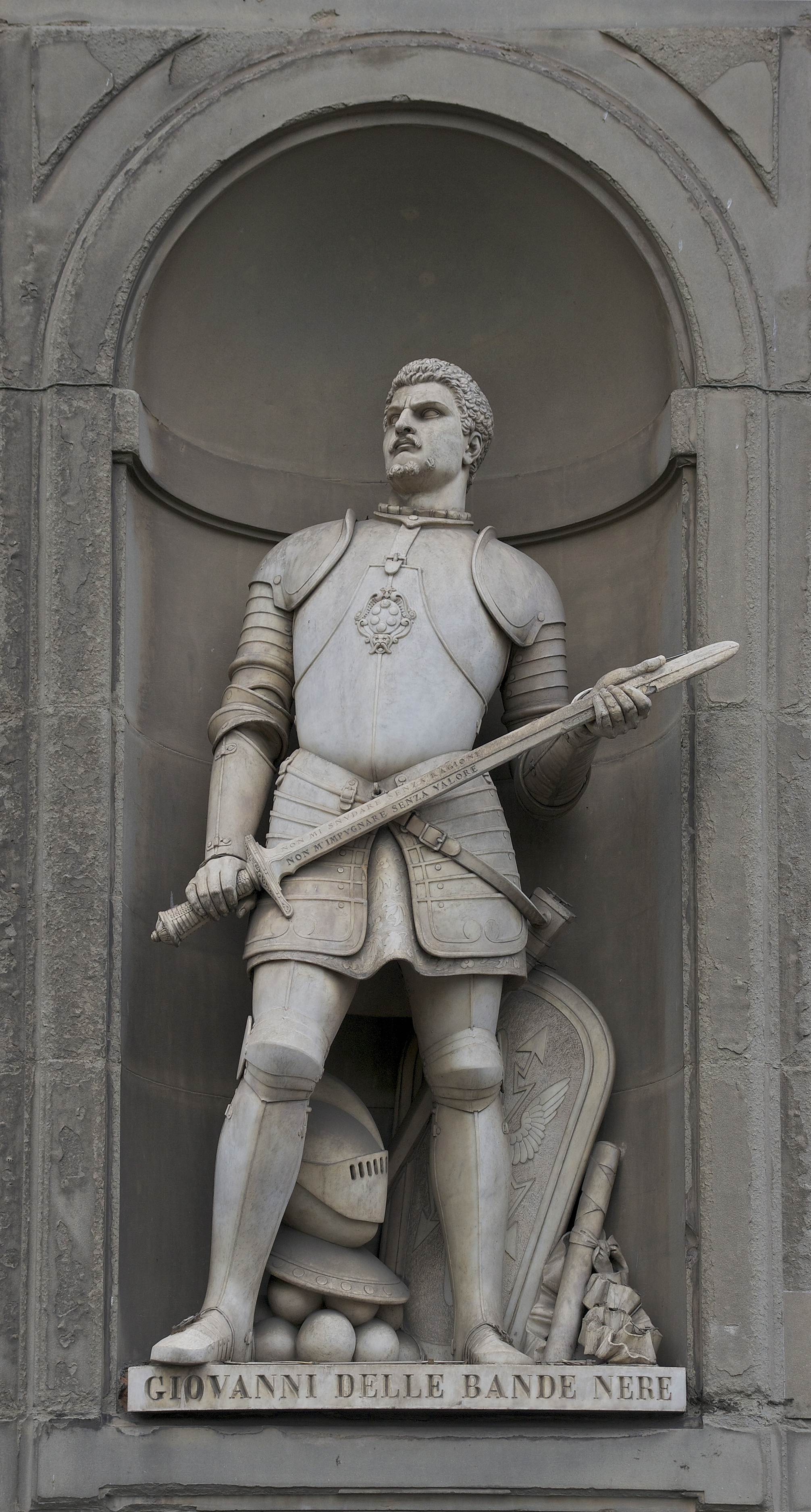
Temistocle Guerrazzi
Giovanni dalle Bande Nere, Firenze, Uffizi

Temistocle Guerrazzi (Livorno, 1806 – Livorno, 1884) è stato uno scultore italiano.

## Biografia
Fratello di Francesco Domenico Guerrazzi e allievo di Pietro Tenerani, fu professore all'istituto tecnico di Livorno e membro dell'accademia di Firenze.
Della sua prolifica attività, che si inserisce nella scia di Lorenzo Bartolini, si ricordano, a Livorno, il gruppo dell'Esule (1840 circa) poi collocato davanti alla Pia Casa di Lavoro, il bassorilievo riproducente Ferdinando III di Lorena che promuove la costruzione dell'Acquedotto di Colognole, per il monumento innalzato sul lato sud di piazza dei Granduchi, nonché il monumento funebre a Thomas Lloyd nel nuovo cimitero degli inglesi. Altre opere si trovano nel cimitero della Misericordia e nel cimitero greco-ortodosso, mentre alcuni bozzetti sono conservati presso il museo civico Giovanni Fattori. Sua anche la tomba di Giovanni Antonio Sanna che si trova al cimitero comunale di Sassari.
A Firenze realizzò la scultura di Giovanni delle Bande Nere per il loggiato degli Uffizi.
A Pisa prese parte ai lavori per i bassorilievi del monumento a Pietro Leopoldo II d'Asburgo-Lorena in piazza Santa Caterina. Dopo la sua morte le sue spoglie riposano nel cimitero della Misericordia di Livorno.